# Rodger Wilton Young
Rodger Wilton Young (Tiffin, 28 aprile 1918 – Munda, Nuova Georgia, 31 luglio 1943) è stato un militare statunitense, era un fante dell'esercito degli Stati Uniti d'America durante la seconda guerra mondiale che fu ucciso mentre copriva la ritirata del suo plotone.
Per la sua azione, ha ricevuto la più alta decorazione militare degli Stati Uniti, la Medal of Honor.

## Gioventù e studi
Young nacque nel 1918 a Tiffin, da Nicholas and Ester Young. Ha avuto tre fratelli e una sorella. Per la maggior parte della sua gioventù visse nella città di Green Springs, ma in seguito la sua famiglia si trasferì a Clyde. L'abitudine di cacciare da giovane migliorò la sua mira.
Sebbene di piccola statura era un buon atleta e mentre era alle scuole superiori tentò l'ammissione nella squadra di Football americano. Inizialmente non venne accettato, ma successivamente i suoi sforzi e il suo entusiasmo convinsero l'allenatore a lasciargli giocare qualche partita.
Durante un incontro di pallacanestro subì una seria ferita alla testa in seguito al contatto con un avversario. L'incidente causò un danno significativo al suo udito e alla sua vista, che peggiorarono gradualmente portandolo ad abbandonare la scuola nell'ultimo anno.

## Servizio militare
Young, sapendo che i suoi problemi di salute gli avrebbero fatto fallire l'esame medico di ammissione nell'esercito, fece domanda per la Ohio National Guard nel 1939. Venne accettato nonostante il suo cattivo udito e vista e assegnato alla Compagnia "B", 148th Infantry Regiment del 37th Infantry Division. Nonostante la bassa statura e il fatto che indossasse occhiali era considerato un buon soldato dai suoi colleghi.

### Seconda guerra mondiale
Nell'ottobre 1940 Young e la sua unità furono attivate per il servizio federale in seguito ai preparativi per la seconda guerra mondiale. All'epoca, Young era un caporale che addestrava le nuove reclute nelle armi da fuoco leggere. In seguito a una promozione a sergente venne messo a comando di una squadra di fanteria. Poco dopo l'Attacco di Pearl Harbor nel 1942, il 148th fu imbarcato per le Figi e quindi per le Isole Salomone per l'addestramento prima dello sbarco sull'isola controllata dai giapponesi di Nuova Georgia. Per quest'epoca il suo udito e la sua vista erano talmente deteriorate che Youg, temendo di essere un problema per i suoi sottoposti, chiese la retrocessione a soldato semplice.
Inizialmente il comandante della compagnia pensò che Young stesse simulando per evitare il combattimento, ma dopo che un esame medico confermò che era quasi sordo venne retrocesso. Il dottore che condusse l'esame raccomandò che Young fosse inviato a un ospedale da campo per essere curato, Comunque non volendo mancare gli sbarchi, Young chiese di rimanere con la sua squadra e il comandante accettò la sua richiesta.
Il 31 luglio durante la battaglia di Munta Point Young fu assegnato a una pattuglia di 20 uomini inviata alle 16:00 per effettuare una ricognizione del territorio controllato dai giapponesi. Mentre la pattuglia stava tornando alle linee statunitensi, dopo aver completato la sua missione, cadde in un'imboscata giapponese. Cinque soldati giapponesi asserragliati in un postazione con una mitragliatrice distante 75 iarde (69 m) su terreno più elevato impediva la loro avanzata. Due soldati furono uccisi dalla prima raffica e Young venne ferito. Durante un tentativo di attacchi sui fianchi due altri soldati furono uccisi. A questo punto il comandante della pattuglia ordinò la ritirata.
Young ignorò l'ordine di ritirata e iniziò a strisciare verso la postazione giapponese. Pur essendo ferito una seconda volta continuò ad avanzare attirando il fuoco nemico lontano dalla sua squadra. Una volta vicino Young iniziò a rispondere al fuoco con il suo fucile e tirando granate a mano ferendo o uccidendo la maggior parte dei soldati nella postazione, ma venne a sua volta nuovamente colpito e ucciso. Grazie alla sua azione il plotone poté ritirarsi senza ulteriori perdite.

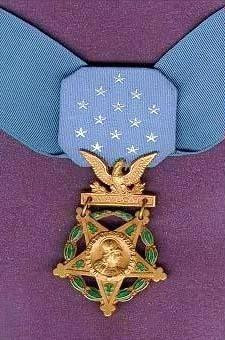
Army Medal of Honor.

Il 6 gennaio 1944 venne presentata alla famiglia di Young la Medal of Honor, con la seguente motivazione:
()
Il corpo di Young venne trasferito negli Stati Uniti nel 1949 ed è stato seppellito nel cimitero McPherson a Clyde.

## Eredità
Il corso di infiltrazione notturna dell'United States Army Infantry School a Fort Benning è intitolato a Young. Superare il corso è un prerequisito per diplomarsi; i soldati strisciano su terreno sabbioso e fangoso mentre un istruttore spara raffiche di mitragliatrice M60 o M240B sopra le loro teste. Il Recreation Center di Fort Benning ha una placca in suo onore.
Nel 1945 Frank Loesser scrisse The Ballad of Rodger Young ("La ballata di Rodger Young"). A quell'epoca era un soldato inquadrato nell'Army's Radio Production Unit. La rivista Life pubblicò nel numero del 5 marzo 1945, il testo e la partitura della ballata in un articolo su Young. L'articolo di Life insieme al rimpatrio della salma nel 1949 resero popolare la musica. Sia Burl Ives, che Nelson Eddy registrarono una loro versione alla fine del 1949. L'11 marzo 1959 venne cantata dal tenore Dennis Day nel Jack Benny Program alla radio. Dopo la canzone Jack Benny fece un discorso in onore di Young.
Un progetto di case per veterani nel 1946 a Los Angeles fu chiamato Rodger Young Village, fino alla metà degli anni cinquanta quando fu distrutto. Nel sito di addestramento dell'Ohio National Guard di Camp Perry, c'è un poligono di tiro battezzato in onore di Young. Camp Perry ospita il National Rifle & Pistol Championships.
Young viene brevemente menzionato nel racconto breve La lunga guardia (The Long Watch, 1949) di Robert A. Heinlein. Nel romanzo di Heinlein Fanteria dello spazio (Starship Trooper), con il quale vinse l'Hugo nel 1959, il protagonista è imbarcato sul trasporto truppe TFCT Rodger Young e la ballata compare diverse volte come segnale di radunata della fanteria. Heinlein incluse anche una "nota storica" nella quale cita la motivazione della Medal of Honor di Young. Anche nell'adattamento cinematografico di Paul Verhoeven compare la nave "No. 176 Rodger Young".